# Bryan Fiabema
Bryan Benjamin Solhaug Fiabema (Tromsø, 16 febbraio 2003) è un calciatore norvegese, attaccante del Lech Poznań e della nazionale Under-21 norvegese.

## Caratteristiche tecniche
Piede destro, gioca da punta centrale, nonostante sia in grado di disimpegnarsi anche come ala.

## Carriera

### Club

#### Gli inizi
Dopo aver giocato nelle giovanili del Krokelvdalen a Tromsø, passa alla squadra principale della città, con cui esordisce a 16 anni in una partita di Eliteserien 2019.

#### Chelsea e prestiti
A gennaio del 2020 viene acquistato dal Chelsea; tuttavia, nei suoi tre anni trascorsi a Londra, riuscirà a giocare soltanto nelle giovanili.
Nel 2022 passa in prestito dapprima ai norvegesi del Rosenborg, e successivamente al Forest Green Rovers in Inghilterra, contribuendo alla promozione in League One della squadra, pur non ottenendola, poiché ritorna al Chelsea già a fine gennaio.

#### Real Sociedad B
L'11 agosto 2023 passa al Real Sociedad B (o Sanse), squadra riserva del Real Sociedad.

#### Lech Poznań
Il 10 luglio 2024 firma con il Lech Poznań, club polacco militante in Ekstraklasa.

### Nazionale
Dopo aver militato nella nazionale Under-15, Under-16, Under-17, Under-18 e Under-20 norvegese, il 15 giugno 2023 esordisce con la maglia dell'Under-21.

## Palmarès

### Club

#### Competizioni nazionali
- Campionato polacco: 1

Lech Poznań: 2024-2025